# باولا موريس
باولا موريس (بالإنجليزية: Paula Morris)‏ (18 أغسطس 1965)؛ كاتِبة مُتخصِّصة في أدب الأطفال وروائية نيوزيلندية.